# Kyle Filipowski
Kyle Jarred Filipowski (Middletown, 7 de novembro de 2003) é um jogador norte-americano de basquete profissional que atualmente joga no Utah Jazz da National Basketball Association (NBA).
Ele jogou basquete universitário pelo Duke Blue Devils e foi selecionado pelo Jazz como a 32º escolha geral no draft da NBA de 2024.

## Primeiros anos
Nascido em Middletown, Nova York, Filipowski estudou na Minisink Valley High School em Slate Hill, Nova York. Ele foi transferido após seu primeiro ano para a Fordham Preparatory School no Bronx. Após seu segundo ano, Filipowski foi reclassificado e transferido para a Wilbraham & Monson Academy em Wilbraham, Massachusetts. Ele foi o Jogador de Basquete do Ano por Massachusetts em 2021.
Filipowski foi um recruta de cinco estrelas de consenso e um dos melhores jogadores da classe de 2022, de acordo com os principais serviços de recrutamento. Em 29 de julho de 2021, ele se comprometeu a jogar basquete universitário pela Universidade Duke.

## Carreira universitária

### Calouro (2022–2023)
Em 11 de janeiro de 2023, Filipowski marcou um duplo-duplo de 28 pontos e 15 rebotes em uma vitória de 77–69 sobre Pittsburgh. Em 14 de fevereiro de 2023, ele teve 22 pontos e 6 rebotes em uma vitória de 68–64 contra Notre Dame. Em 4 de março de 2023, Filipowski marcou outro duplo-duplo de 22 pontos e 13 rebotes em uma vitória de 62–57 sobre North Carolina. Em 11 de março de 2023, Filipowski registrou 20 pontos e 10 rebotes em uma vitória de 59–49 contra Virginia na final do Torneio da ACC, ao mesmo tempo em que foi nomeado MVP do Torneio. Como calouro, Filipowski teve médias de 15,1 pontos e nove rebotes e liderou os calouros da Divisão I com 16 duplos-duplos. Após o fim da temporada, ele foi nomeado Novato do Ano da ACC. Apesar de ser uma seleção projetada para a primeira rodada no draft da NBA de 2023, Filipowski optou por retornar para sua segunda temporada. Ele passou por uma cirurgia no quadril em abril de 2023, para reparar articulações malformadas do quadril em ambas as pernas.

### Segunda temporada (2023–2024)
Em 18 de dezembro, Filipowski foi nomeado Jogador da Semana da ACC. Em 20 de dezembro, ele teve um duplo-duplo de 13 pontos e 10 rebotes em uma vitória de 78-70 contra Baylor. Em 9 de janeiro de 2024, Filipowski marcou um duplo-duplo de 26 pontos e 10 rebotes em uma vitória de 75-53 sobre Pittsburgh. Em 13 de janeiro de 2024, ele teve 30 pontos e 13 rebotes, o recorde da carreira, em uma vitória de 84-79 sobre Georgia Tech. Em 24 de fevereiro de 2024, Filipowski sofreu uma lesão no joelho em uma colisão com um torcedor de Wake Forest que participava de uma invasão de quadra. Após pedidos para proibir a invasão de quadra pelo técnico principal do Duke, Jon Scheyer, Filipowski pôde jogar na próxima partida em 28 de fevereiro.
Em 13 de abril de 2024, Filipowski se declarou para o draft da NBA de 2024, abrindo mão de sua elegibilidade universitária restante.

## Carreira profissional

### Utah Jazz (2024–Presente)
Em 27 de junho de 2024, Filipowski foi selecionado pelo Utah Jazz como a 32ª escolha geral no draft da NBA de 2024 e em 12 de agosto, ele assinou um contrato de 4 anos e US$12 milhões com o time. Ao longo de sua temporada de novato, ele foi designado várias vezes para o Salt Lake City Stars da G-League.

## Estatísticas da carreira

### Universidade
| Ano      | Equipe   | PJ | PT | MPJ  | AP   | 3P   | LL   | RT  | AS  | BR  | TO  | PPJ  |
| -------- | -------- | -- | -- | ---- | ---- | ---- | ---- | --- | --- | --- | --- | ---- |
| 2022–23  | Duke     | 36 | 36 | 29.1 | .441 | .282 | .765 | 9.0 | 1.6 | 1.3 | .7  | 15.1 |
| 2023–24  | Duke     | 36 | 36 | 30.4 | .505 | .348 | .671 | 8.3 | 2.8 | 1.1 | 1.5 | 16.4 |
| Carreira | Carreira | 72 | 72 | 29.7 | .473 | .314 | .718 | 8.6 | 2.2 | 1.2 | 1.1 | 15.7 |

## Vida pessoal
O irmão de Filipowski, Matt, jogou com Kyle em Wilbraham & Monson Academy e se comprometeu a jogar basquete universitário em Harvard. Filipowski está noivo de Caitlin Hutchison.

## Links externos
- Biografia do Duke Blue Devils
- Biografia dos EUA